# Tommy Brown
Thomas Lee Brown (Pitsburgo, 1 de maio de 1986), também conhecido como TB Hits e Tommy Brown, é um produtor musical e compositor norte-americano.